# Pavel Vrba
Pavel Vrba (nascut el 6 de desembre 1963) és un entrenador txec i exjugador de futbol. Vrba actualment és l'entrenador del FC Anzhi Makhachkala. És conegut per aplicar un mètode de futbol ofensiu en els equips que entrena.
Com a jugador, Vrba va jugar per a diversos clubs, el millor d'ells és Baník Ostrava. Com a entrenador ha dirigit diversos clubs txecs i eslovacs.
Després d'haver estat assistent del director Erich Cviertna, Vrba es va fer càrrec breument del FC Baník Ostrava cap al final de la lliga Gambrinus 2002-03 després de la sortida de Cviertna. El seu primer partit en el qual va ser entrenador va resultar en una pèrdua de 7-0 per l'Ostrava distància contra el Slavia de Praga.
Va guanyar la Super lliga eslovaca amb el MŠK Žilina en la temporada 2006-2007 i va portar a l'equip al segon lloc en la temporada següent.
En 2010 va dirigir el Viktoria Plzeň a la victòria en la Copa Txeca per primera vegada en la història del club. Va ser votat com l'entrenador txec de l'Any en 2010.
La temporada 2010/2011 de la lliga Gambrinus, va guanyar la lliga amb Viktoria Plzeň, per primera vegada en la història del club. Vrba va ser guardonat amb el títol de "Entrenador txec de l'Any" el 2012, el qual seria el tercer any consecutiu en el qual havia guanyat aquest reconeixement.

## Títols
- Amb Žilina:
  - Super Lliga Eslovaca (1): 2006-07
- Amb el Viktoria Plzeň:
  - Lliga Gambrinus (2): 2010-11, 2012-13
  - Copa Txeca (1): 2009-10
  - Super copa Txeca (1): 2011

## Individual
Entrenador txec de l'any (3): 2010, 2011, 2012